# Tokeh
De tokeh (Gekko gecko) is een hagedis die behoort tot de gekko's en de familie Gekkonidae. Er zijn meerdere Nederlandse namen voor de soort, en de wetenschappelijke naam wordt abusievelijk weleens omgedraaid tot Gecko gekko. Er worden twee ondersoorten onderscheiden die geografisch van elkaar gescheiden zijn.
De tokeh komt voor in delen van Zuidoost-Azië, van Nepal en Bangladesh tot zuidelijk in Thailand. Het is een bewoner van bomen maar de tokeh kan zich zeer goed aanpassen aan de mens en komt in stedelijke gebieden algemeen in huizen voor. De soort is in enkele landen uitgezet, zoals de Verenigde Staten en Mauritius. De tokeh wordt in enkele delen van het verspreidingsgebied bedreigd door menselijke activiteiten.
'Tokeh' verwijst naar de geluiden die de mannetjes maken in de voortplantingstijd. De tokeh heeft een karakteristieke lichaamskleur van een grijsblauwe ondergrond met heldere oranje vlekken die duidelijk afsteken, vooral bij de mannetjes. Het is met een totale lichaamslengte van bijna 40 centimeter ook een van de grootste soorten gekko's.
De tokeh is daarnaast een van de bekendere soorten gekko's, dankzij het algemene voorkomen, het grote verspreidingsgebied en het grote lichaam. Ook het vermogen om zeer harde geluiden te maken en de tolerantie voor stedelijke gebieden en plantages hebben bijgedragen aan de bekendheid van deze soort.

## Naamgeving en taxonomie

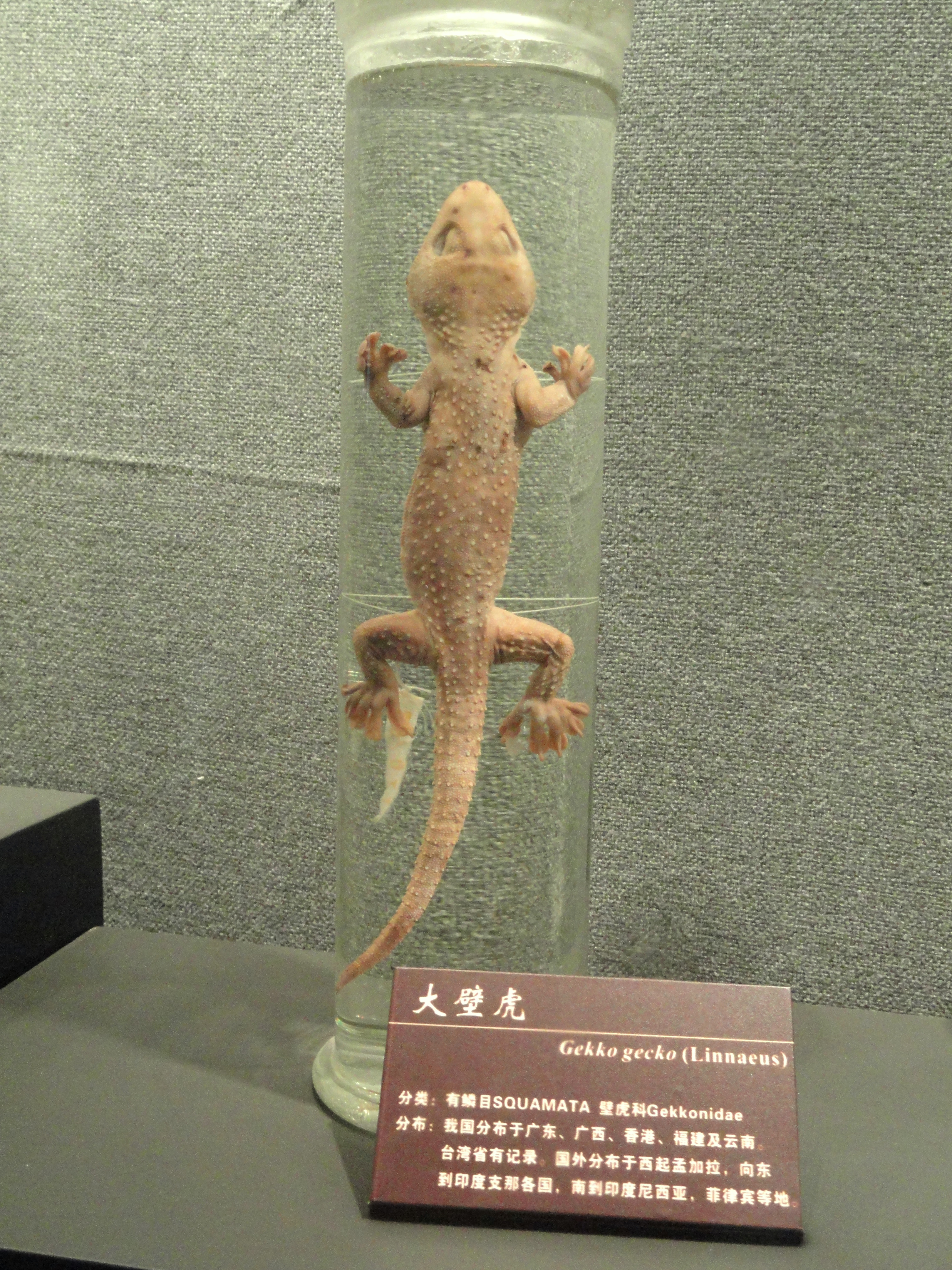
Geconserveerd exemplaar uit Kunming Natural History Museum of Zoology, China.

De wetenschappelijke naam van de tokeh werd voor het eerst voorgesteld door Carl Linnaeus in 1758. Linnaeus gebruikte initieel de naam Lacerta Gecko, de soortnaam gecko is sindsdien niet meer veranderd, maar de geslachtsnaam daarentegen is niet meer dezelfde. Het geslacht Lacerta wordt tegenwoordig namelijk tot de echte hagedissen gerekend. Er zijn overigens wel meer hagedissen die oorspronkelijk tot het geslacht Lacerta werden toegewezen en tegenwoordig tot heel andere families behoren, zoals de hazelskink. De naam gekko werd voor het eerst gebruikt voor de tokeh, maar is inmiddels een gangbare naam voor alle gekko's, in verschillende talen.
Er zijn verschillende Nederlandstalige namen voor deze soort, de meest gebruikelijke naam is echter tokeh. Ook de namen tokkeh en tokkè worden wel gebruikt. De Nederlandstalige naam is te danken aan het geluid dat de tokeh voortbrengt; tó -keh, tó -keh. Er zijn ook wel andere gekko's die hun naam aan het geluid danken, zoals de tjitjak (Hemidactylus frenatus).
De naam tokeh wordt in verschillende talen heel anders gespeld. In de Engelse taal wordt de naam 'tokay' gebruikt en in de Poolse taal 'Toke'. Andere varianten zijn 'Tuko' (Oost-Timor), 'Toké' (Sulawesi) en 'Tokek' (Maleisisch).

### Ondersoorten
De soort wordt verdeeld in twee ondersoorten die onderstaand zijn weergegeven, met de auteur en het verspreidingsgebied.
Het geslacht omvat de volgende soorten, met de auteur en het verspreidingsgebied.
| Naam               | Auteur         | Verspreidingsgebied                 |
| ------------------ | -------------- | ----------------------------------- |
| Gekko gecko azhari | Mertens, 1955  | Bangladesh                          |
| Gekko gecko gecko  | Linnaeus, 1758 | De rest van het verspreidingsgebied |

## Uiterlijke kenmerken

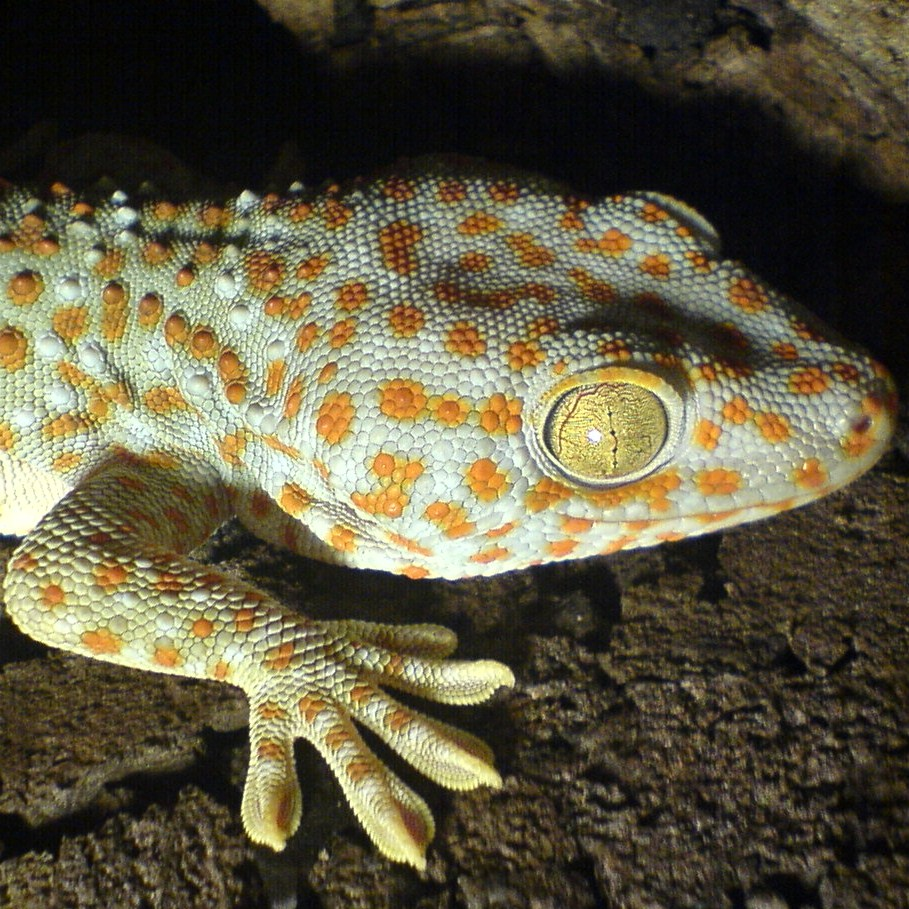
Close-up van de kop en deel van de rug.

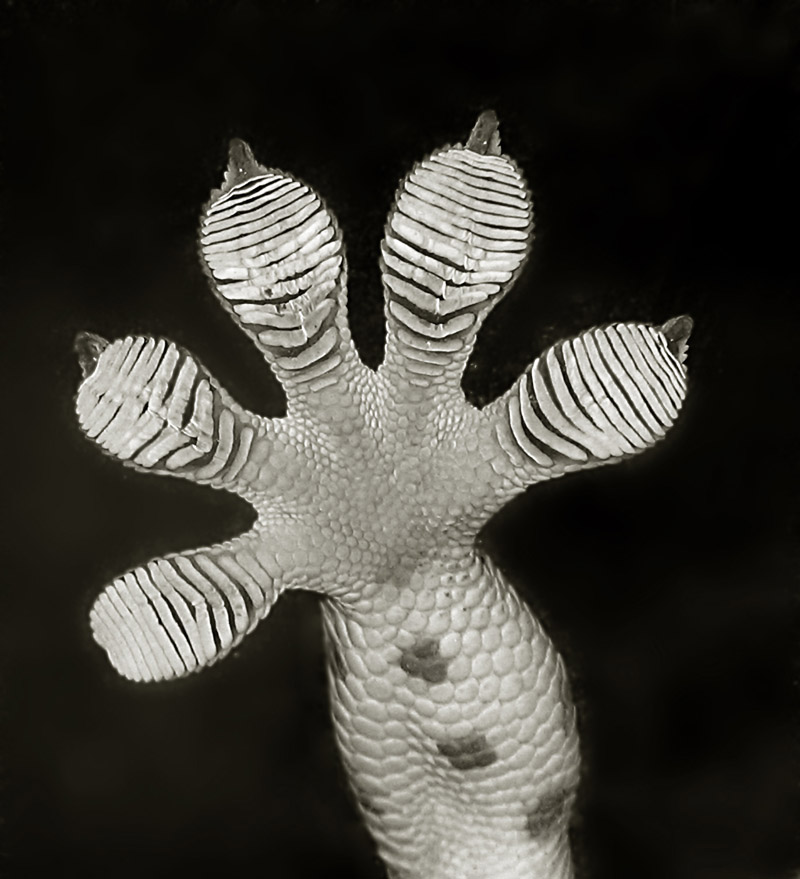
Poot van de tokeh, zwart-witfoto. Duidelijk zichtbaar zijn de lamellae en de nagels.

De tokeh is een van de grootste soorten gekko's ter wereld. De lichaamslengte varieert van 20 tot 36 centimeter inclusief staart. Het gewicht van volwassen exemplaren is ongeveer 150 tot 300 gram. De tokeh heeft een gedrongen lichaamsbouw en goed ontwikkelde spieren, de tokeh is zeer stevig gebouwd. De staart van de tokeh wordt niet gebruikt als extra grijporgaan zoals bij verwante gekkosoorten het geval is. De poten zijn zeer krachtig en gespierd, alle vier de poten zijn ongeveer even groot.
De tokeh is eenvoudig te herkennen aan de groengrijze tot staalgrijze kleur met fel afstekende oranje vlekjes over het gehele lichaam, de buik is lichter van kleur. Ook de lippen zijn meestal oranje en er is weinig variatie. De huidskleur is enigszins veranderlijk zodat het dier minder zichtbaar wordt voor prooien, of juist beter zichtbaar voor een partner; dit doet de tokeh door de achtergrondkleur donkerder te maken en de stippen minder helder waardoor hij niet meer opvalt, of juist andersom. In het donker is de kleur grijs en zijn de vlekjes meer blauw-achtig. Pas als de tokeh aan licht wordt blootgesteld komen de oranje vlekken tevoorschijn. De onderzijde van het lichaam is grijswit tot zeer lichtblauw van kleur en is bedekt met kleine, oranje vlekjes. Over het gehele lichaam zijn vanaf de nek tot op de staart kleine verharde uitsteeksels aanwezig. Deze dienen ter versteviging van de huid en geven de tokeh een zeer ruw uiterlijk.
De kop is afgeplat en heeft een brede bek en duidelijk zichtbare ogen, zoals bij de meeste gekko's het geval is. De ogen zijn zelfs voor gekko's relatief groot, de iris heeft een bruingele tot goudgele kleur. De ogen hebben een verticale pupil, de pupil is onregelmatig en de iris heeft enkele donkere en lichtere, onregelmatige vlekjes, wat dient ter camouflage. Aan de bovenzijde van de kop is het rudimentaire derde oog duidelijk zichtbaar. Deze structuur speelt waarschijnlijk nog een rol bij het bepalen van het dag- en nachtritme. De kop is relatief groot en de bek is door de goed ontwikkelde kaakspieren krachtig. De bek bevat vele kleine tandjes, de binnenzijde van de bek is felrood van kleur, althans het voorste deel. Het achterste deel aan de binnenzijde van de bek en het verhemelte zijn juist zeer donker tot zwart van kleur. Als de tokeh wordt bedreigd, wordt de bek opengesperd en komt de zwarte afschrikkleur tevoorschijn. Aan weerszijden van de kop zijn de ooropeningen gelegen. Deze staan direct tegenover elkaar en staan in verbinding. Als door een ooropening gekeken wordt kan men hierdoor letterlijk door de kop heen kijken.
Als de tokeh zijn bek open spert, zijn aan de basis van de keel twee structuren aanwezig die endolymfale zakken worden genoemd. Deze klieren bevatten een melkachtige vloeistof die zeer rijk is aan calcium, de structuren komen ook voor bij andere vertegenwoordigers van de familie Gekkonidae waartoe de tokeh behoort, en ook bij soorten uit de familie Sphaerodactylidae. Bij andere gekkofamilies zoals de Diplodactylidae en de Eublepharidae ontbreken deze weefsels. De klieren zijn bij de tokeh goed onderzocht omdat de soort erg bekend is en dienen waarschijnlijk als extra kalkvoorraad om de eieren te voorzien van een harde, onbeweeglijke schaal zodat het embryo beter wordt beschermd. Men leidt dit af uit het feit dat de laatst genoemde families eieren produceren die een zachte, perkamentachtige schaal hebben. De endolymfale zakken komen zowel bij mannetjes als vrouwtjes voor, bij mannetjes is echter geen vloeistof aanwezig en de functie van het orgaan bij mannetjes is dan ook onbekend. Waarschijnlijk hebben de zakken helemaal geen functie meer , de weefsels zijn ook aangetroffen bij embryo's en juvenielen en is dan reeds gevuld met de calciumrijke vloeistof. Bij de embryo's en de juvenielen dienen de endolymfale zakken en hun afscheiding om het skelet op te bouwen.
De poten hebben eenzelfde kleur als het lichaam, grijsgroen tot -blauw met oranjeachtige vlekjes, deze zijn op de poten wel kleiner. De poten vallen op door de grote hechtlamellen onder de tenen, deze worden ook wel de lamellae genoemd. De tenen en ook de hechtkussentjes zijn erg breed maar hebben geen bijzondere vormen en zijn ongedeeld. De hechtlamellen zijn als brede, opstaande randen zichtbaar onder de tenen en vingers. De poten zijn zeer krachtig en gespierd, de uiteinden van de tenen en de vingers dragen kleine nageltjes.
De staart is afwisselend lichter en donker gebandeerd. De staart is niet erg beweeglijk en wordt niet gebruikt als extra grijporgaan zoals bij sommige andere gekko's het geval is. Net als andere hagedissen en veel gekko's kent de tokeh zogenaamde caudale autotomie; het vermogen tot het afwerpen van de staart. Een aantal van de staartwervels aan de staartbasis is verzwakt en als de tokeh bij zijn staart wordt gegrepen door een vijand kan deze de staart loslaten. De staart blijft enige tijd hevig spartelen zodat de predator wordt afgeleid. Omdat de staart veel vet bevat is deze zeer voedzaam. De tokeh kan zo ontkomen maar verliest hierbij wel zijn vetvoorraad, aangezien lichaamsvet bij gekko's wordt opgeslagen in de staart. Als de staart is afgeworpen groeit deze grotendeels weer aan maar is altijd kleiner donkerder dan de originele staart. De staartwervels worden namelijk niet vervangen, zodat de staart ook stijver is. Het duurt ongeveer drie weken voor de staart geheel is vervangen.
Mannetjes worden aanzienlijk groter dan vrouwtjes, ze bereiken gemiddeld een lichaamslengte van 28 tot 34 cm tegenover 22 tot 27 cm van de vrouwtjes. Mannetjes hebben ook een dikkere staartbasis en een verhoudingsgewijs bredere kop. Ze hebben daarnaast zogenaamde preanale poriën die een gelige, wasachtige stof afscheiden. Deze poriën worden ook wel de precloacale poriën genoemd en zijn bij mannetjes vergroot waardoor de schubben hol lijken. Vrouwtjes hebben eveneens preanale poriën, maar bij vrouwtjes zijn ze duidelijk minder ontwikkeld. Het verschil is op basis van de preanale poriën vaak alleen te zien als een mannetje en een vrouwtje worden vergeleken.

## Geluid

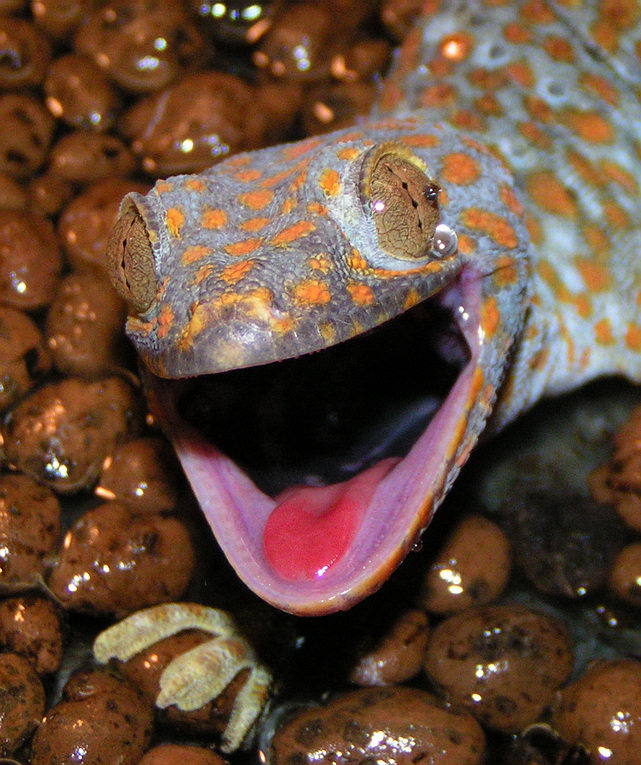
Dreighouding van de tokeh

De naam tokeh is afgeleid van het geluid dat geproduceerd wordt door de gekko, dit lijkt een beetje op to....geh. De tokeh kan net als veel andere gekko's geluiden maken door lucht door het strottenhoofd te persen zodat een blaffend tot schreeuwend geluid wordt geproduceerd. Het zijn de enige reptielen die een met stembanden vergelijkbare structuren hebben zodat ze echte geluiden kunnen maken en niet alleen sissen zoals andere reptielen.
De tokeh is een van de meest luidruchtige soorten en daarnaast staat de tokeh bekend om het zeer frequente geroep. Veel gekko's die geluiden maken doen dit om de andere sekse te lokken en meestal zijn het dan ook de mannetjes die dit doen. Bij de tokeh dienen de geluiden echter voornamelijk om andere exemplaren juist op afstand te houden. Het doorgeven van de positie aan soortgenoten heeft als voordeel dat een confrontatie wordt vermeden en daarnaast wordt voorkomen dat te veel exemplaren zich binnen een te klein gebied bevinden en elkaar zo beconcurreren. Het geluid is tot honderd meter ver te horen en is zeer hinderlijk als het dier zich in de directe omgeving bevindt.
Van de tokeh is bekend dat ze in relatief grote aantallen kunnen voorkomen. In de paartijd vormt een mannetje een territorium rond een aantal vrouwtjes. De tokeh heeft een geluidsbereik van 300 tot 10.000 hertz. Door de harde roepgeluiden is de tokeh een van de weinige hagedissen die vrij gemakkelijk is te determineren zonder de dieren daadwerkelijk visueel waar te nemen.
De gekko's leven solitair en als twee exemplaren elkaar tegenkomen breekt soms een territoriaal gevecht uit. Vooral de mannetjes zijn erg fel tegen geslachtsgenoten maar ook de vrouwtjes kunnen elkaar soms niet uitstaan. Bij dergelijke gevechten worden andere geluiden gemaakt die harder zijn en meer doen denken aan schreeuwen. Dergelijke geluiden worden wel dreiggeluiden genoemd en hebben een andere klank dan de roepgeluiden van de mannetjes.

## Voortplanting en ontwikkeling

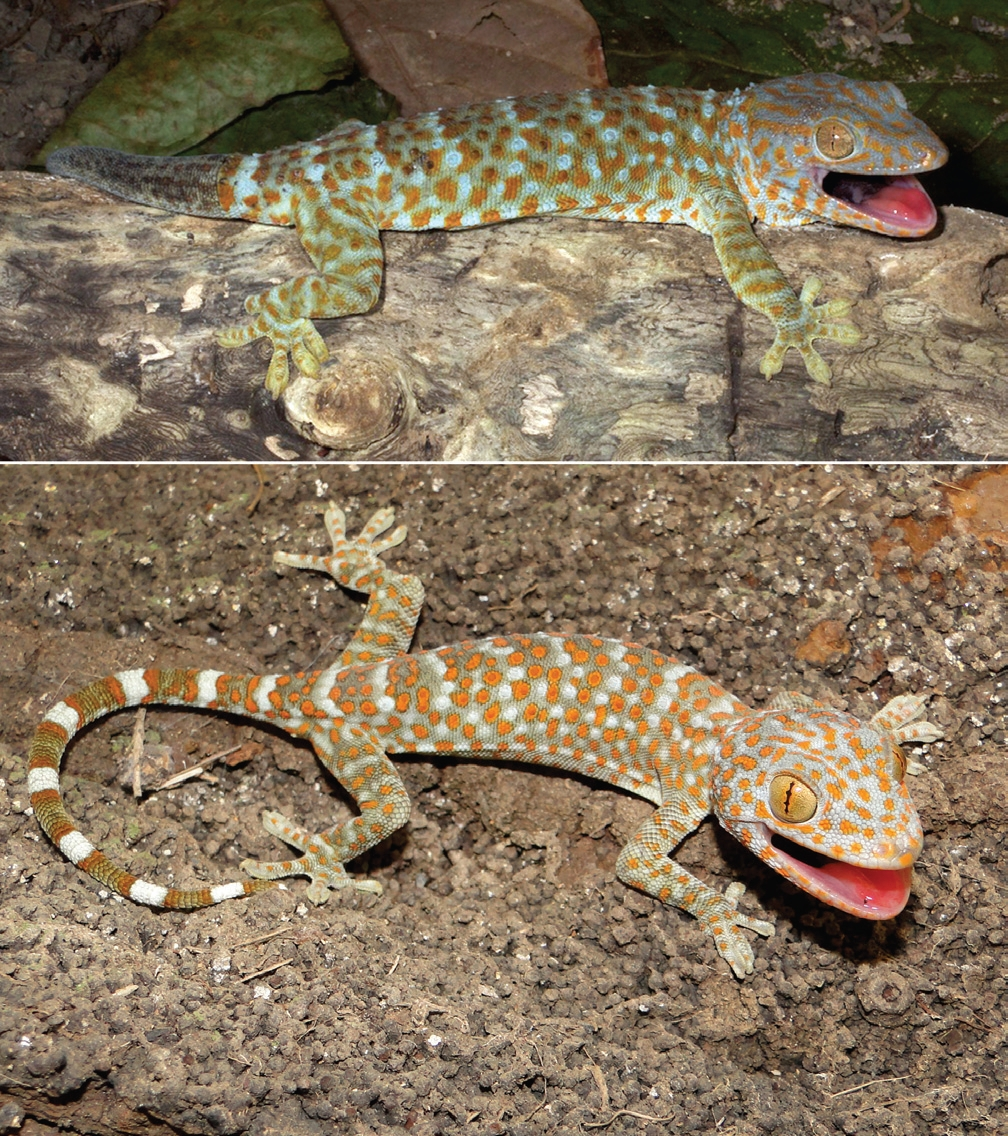
Volwassen mannetje (boven) en juveniel (onder); de juvenielen hebben heldere kleuren

De tokeh kan zich het gehele jaar door voortplanten in de meeste delen van het verspreidingsgebied. Er is echter wel een geprefereerd seizoen waarin de dieren seksueel actiever zijn, dit is het voortplantingsseizoen. De vocalisaties van de gekko's worden dan frequenter en kunnen de gehele nacht doorgaan. Het maken van geluiden kan echter per populatie verschillen; in sommige populaties roepen de dieren zodra ze actief worden en in andere gebieden zijn de gekko's lange tijd stil. Bij de paring benadert het mannetje het vrouwtje van achteren en komt zijwaarts waarbij hij het vrouwtje in haar nek bijt. Dit doet het mannetje om zich te ankeren, hierna wordt de hemipenis in de cloaca van het vrouwtje gebracht en vindt de copulatie plaats.
Net als de meeste gekko's worden er in de regel twee eieren per keer afgezet, in zeldzame gevallen worden er drie eieren geproduceerd. De eieren zijn omgeven door een kalkachtige, harde schaal en zijn altijd rond van vorm. Ze worden afgezet in spleten en kieren in bomen, tussen boomschors en tegen takken, meestal op een verticaal oppervlak. In gebieden waar de gekko's veel in huizen leven, worden de eieren soms aangetroffen achter schilderijen of tussen meubels. De incubatieperiode is zeer variabel en afhankelijk van de omgevingsomstandigheden. Bij gunstige omstandigheden komen de eieren na twee maanden uit, maar dit kan bij minder goede omstandigheden tot bijna zeven maanden duren. Vrouwtjes komen vaak terug om de eieren in dezelfde nestplaats af te zetten zodat soms grote hoeveelheden eierresten worden aangetroffen.
Van de tokeh is een vorm van broedzorg bekend, dit betekent dat ze voor het nageslacht zorgen. Bij andere hagedissen zoals skinken is dit gedrag ook bekend, maar bij gekko's is het zeer uitzonderlijk. Vrijwel alle gekko's kijken niet meer om naar hun eitjes zodra deze zijn afgezet. De vrouwtjes van de tokeh echter bewaken de eieren tot ze uitkomen. Zelfs de pas uitgekomen jongen blijven soms enige tijd bij de moeder. Van in gevangenschap gehouden exemplaren echter is geen broedzorg bekend, wel is beschreven dat de tokeh de eigen eieren soms juist opeet en ook de jongen zijn niet veilig.
Als de jongen uit het ei kruipen zijn ze ongeveer 5 tot 7,5 centimeter lang. De juvenielen zijn feller gekleurd dan de volwassen exemplaren en hebben een verhoudingsgewijs grotere kop maar zien er verder hetzelfde uit. Ook het gedrag lijkt zodra ze uit het ei kruipen al sprekend op dat van de ouderdieren; ook de piepjonge gekko's kunnen bij verstoring al hun bek wijd opensperren en een luid, dreigend geluid laten horen. Na ongeveer een jaar zijn de juvenielen volwassen. De tokeh kan relatief oud worden; in het wild kunnen de dieren een leeftijd bereiken van 7 tot 10 jaar. Van in gevangenschap gehouden dieren is bekend dat ze een leeftijd van 18 jaar kunnen bereiken.

## Voedsel en vijanden
De tokeh is een carnivoor die vooral leeft van insecten maar soms kleine gewervelde dieren grijpt. Vooral insecten die in bomen leven worden gegeten, zoals krekels en sprinkhanen en kakkerlakken. Grotere rovende ongewervelden zoals duizendpoten en schorpioenen worden gegeten. Ook is bekend dat kleinere gekko's worden buitgemaakt en soms kleine vogels worden gegeten. Ook de eieren van verschillende vogels worden gegeten als de gekko de kans krijgt. In gebieden waar de tokeh is uitgezet wordt soort hierdoor wel als een plaag beschouwd, zoals op Hawaï.
De tokeh is een van de weinige gekko's die veel in verstedelijkte gebieden voorkomt. De reden hiervan is dat de dieren worden aangetrokken door licht. De gekko's jagen 's nachts rondom lichtbronnen zoals lantaarnpalen en tuinlampen op insecten. De tokeh zit in rustpositie met de kop naar beneden, deze houding bevordert de spijsvertering. Zodra een insect langs vliegt of land in de buurt van de tokeh zal deze door een snelle uitval proberen de prooi bui te maken.
Vijanden zijn grotere hagedissen, slangen en vogels. Vooral slangen zijn een belangrijke vijand, voorbeelden zijn verschillende toornslangachtigen en enkele soorten uit het geslacht Vliegende slangen (Chrysopelea). De tokeh is niet geheel weerloos bij een confrontatie met een slang en zal van zich af proberen te bijten.

## Bedreiging door de mens

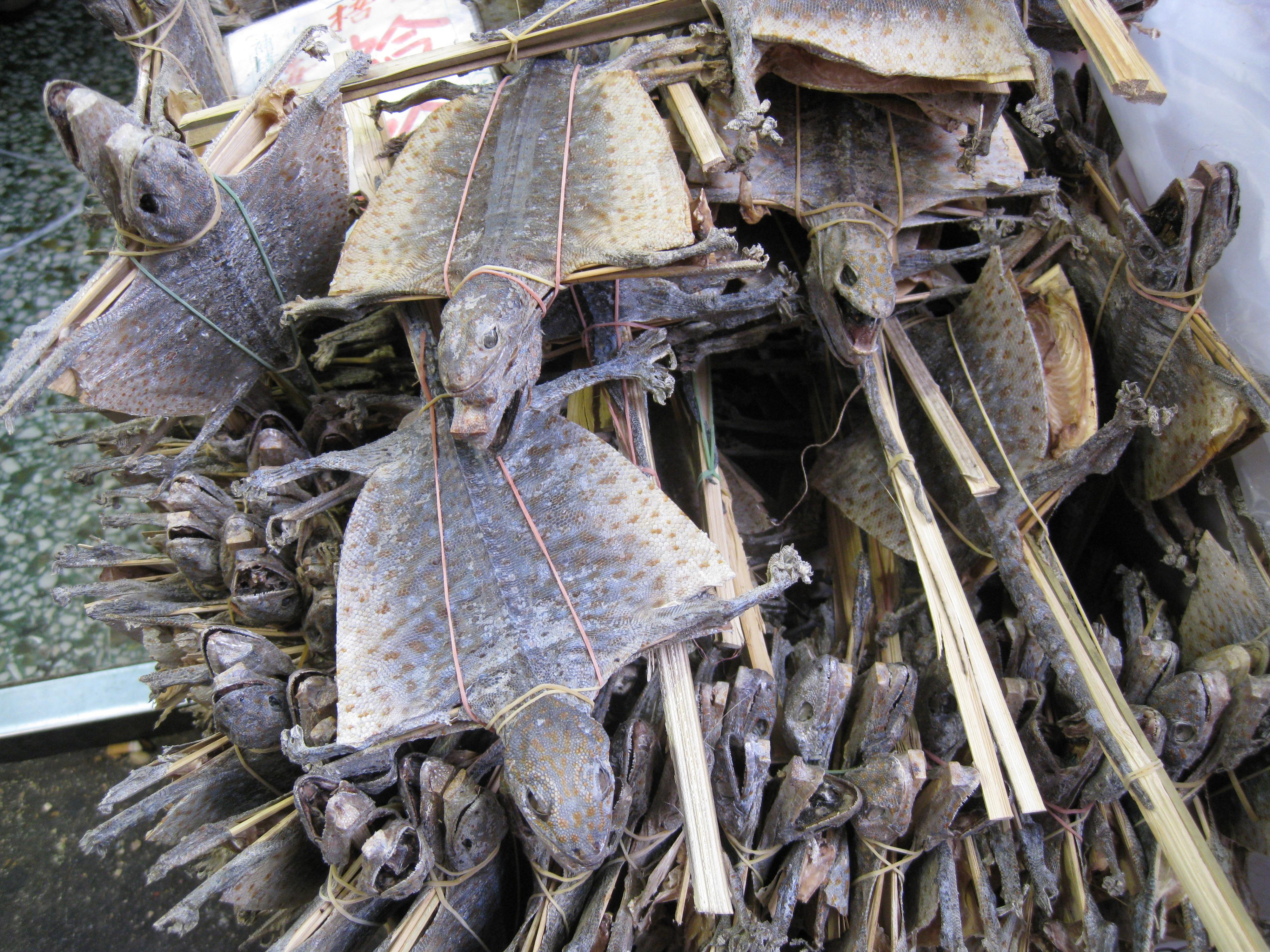
Gedroogde tokehs worden aangeboden op een markt in Hongkong

De tokeh is een van de meest algemene soorten gekko's in het grootste deel van het verspreidingsgebied. De soort is door de IUCN niet opgenomen in de rode lijst. De tokeh komt ook veel voor in huizen en kan worden aangetroffen tussen de isolatie van het dak en tussen de meubels. Ook in hotels en restaurants kan de tokeh worden aangetroffen, de dieren worden hier getolereerd omdat ze veel insecten opruimen zoals kakkerlakken. In Thailand wordt de tokeh gezien als een brenger van geluk en vruchtbaarheid. Volgens een Thaise volkswijsheid zou men na het kopen van een nieuw huis de eerste nacht het karakteristieke tokeh- geluid moeten horen als teken van geluk, indien dit uitblijft is het beter het huis weer te verkopen.
Een uitzondering echter vormen de populaties in verstedelijkte delen van China en de populaties op de Filipijnen, deze worden juist vrij sterk bedreigd door menselijk handelen. De Filipijnse regering heeft hierdoor een wet uitgevaardigd die het bezitten, vangen en doden van de dieren verbiedt tenzij men beschikt over een vergunning. Bij overtreding kan een geldboete worden opgelegd tot 7000 Amerikaanse dollar of een celstraf oplopend tot maximaal vier jaar.
In sommige Aziatische landen zoals China wordt de tokeh gevangen voor gebruik. De gekko's worden als medicijn gezien voor verschillende kwalen. Daarnaast zou de tokeh een lustopwekkende werking hebben en wordt gezien als afrodisiacum. Een gevangen tokeh wordt eerst ontdaan van de ingewanden en wordt vervolgens opgeprikt om te drogen waarbij de huid aan weerszijden van het lichaam wordt opgeprikt. De gedroogde exemplaren worden aangeboden op markten en kruidenwinkels. Het lichaam van de tokeh wordt gebruikt om verschillende ziektes te bestrijden, de staart zou met name een uitkomst zijn bij tuberculose. Andere kwalen die door het consumeren van de tokeh zouden worden opgelost zijn onder andere Hiv, kanker en impotentie.
Door de internationale natuurbeschermingsorganisatie IUCN is de beschermingsstatus 'veilig' toegewezen (Least Concern of LC).

### In gevangenschap

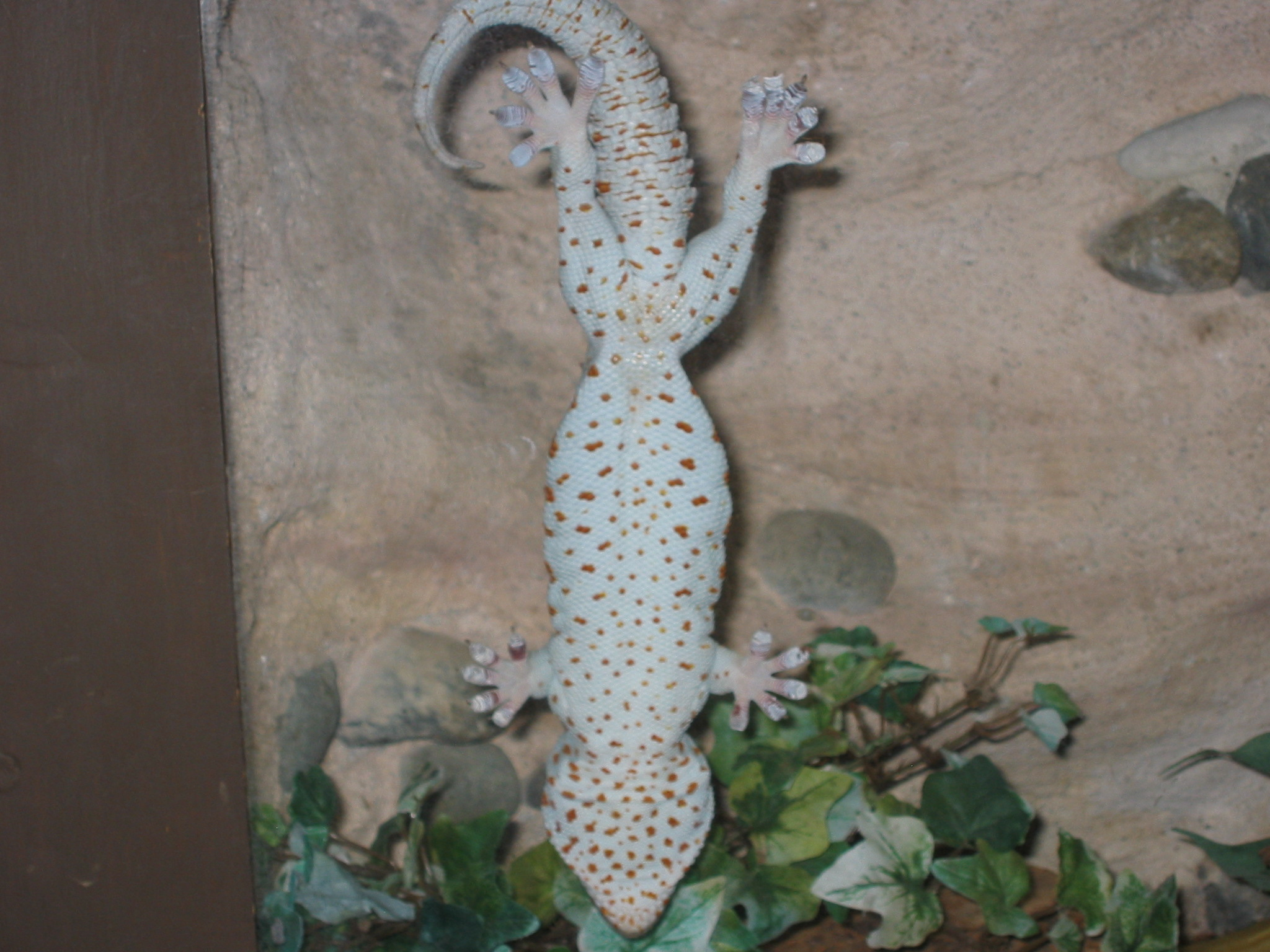
Buikzijde van een tegen het glas klevend exemplaar in de dierentuin van Vancouver, Canada

De tokeh wordt door de afstekende kleuren beschouwd als een decoratieve soort die erg populair is in de handel in exotische dieren. Het is een van de bekendste reptielen in de dierenhandel en de tokeh wordt vanuit Azië in groten getale geëxporteerd naar het buitenland om aan de vraag te voldoen.
Veel exemplaren die in de handel worden aangeboden zijn in de natuur gevangen, zogenaamde wildvang. Veel exemplaren zijn in grote groepen samen met andere reptielen en amfibieën op transport gezet en het komt niet zelden voor dat de dieren besmet zijn met parasieten zoals mijten, teken of wormen.
Daarnaast zijn wildvangdieren gestrest en schuw en in het geval van de tokeh zeer bijterig. De tokeh is geen aaibare soort en een beet dient vermeden te worden. De tokeh heeft een grote kop met sterke kaakspieren en scherpe tanden, hoewel deze vrij klein zijn. De beet is door reptielenhouders met name gevreesd vanwege de vasthoudendheid; het is moeilijk om het dier los te maken zonder het dier ernstig te beschadigen. Bij het hanteren zijn stevige handschoenen een vereiste. Een toegebrachte beet kan een wond veroorzaken die hevig bloed en tevens is er het risico op wondinfectie.
Ten slotte moet men bij de aanschaf van deze hagedis rekening houden met het feit dat het dier tien tot vijftien jaar oud kan worden, vergelijkbaar met een gemiddelde hond of kat.
Sommige hagedissen kunnen enigszins tam worden, zoals grotere leguanen en skinken. De tokeh went echter niet aan verzorging, wel worden de dieren minder schrikachtig als ze enige tijd in gevangenschap verblijven. Men moet voor de aanschaf rekening houden met de zeer luide paargeluiden, die door de buren wellicht niet gewaardeerd worden. Mannetjes zijn agressief naar elkaar en kunnen beter niet samen worden gehouden. Ook is het af te raden de tokeh met andere hagedissen samen te houden.

## Verspreiding en habitat
De tokeh komt voor in zuidoostelijk Azië van India tot Australazië, het is een nachtdier dat leeft in bomen en overdag in spleten en kieren verstopt zit.
De soort komt voor in delen van Azië en leeft in de landen Bangladesh, India, Nepal, Bhutan, Myanmar, Thailand, Cambodja, Laos, Vietnam, Maleisië, China, Filipijnen, Indonesië en Oost-Timor. In China is de tokeh te vinden in de deelgebieden Hongkong, Guangxi en het eiland Taiwan. Op de Filipijnen komt de tokeh voor Sulu-eilanden, Palawan, Calamianeilanden, Panay, Luzon, Mindoro, Bohol en Masbate. In Indonesië is de tokeh bekend van de eilanden Aru, Borneo, Flores, Bali, Java, Komodo, Lombok, Sulawesi en Sumatra. Op de verspreidingskaart is de natuurlijke verspreiding weergegeven. Alleen de landen waarin de soort voorkomt zijn rood gemarkeerd, en de kaart toont niet het exacte verspreidingsgebied.
In een aantal landen is de tokeh geïntroduceerd door de mens. Langs de oostkust van Afrika is de soort te vinden op het eiland Mauritius. In de Verenigde Staten komt de tokeh voor in de staat Florida en op het eiland Hawaï. Ook op Curaçao is de tokeh inmiddels waargenomen (2023). In Florida is de tokeh van slechts enkele populaties bekend, van een aantal locaties is niet bekend of de dieren zich ook succesvol voortplanten, zodat de populatie zichzelf in stand kan houden. De eerste waarnemingen van de tokeh stammen uit 1963 toen de dieren in het plaatsje Gainesville werden aangetroffen. Er is tegenwoordig nog een populatie rond een groot warenhuis in Gainesville, de tokeh is daarnaast ook in andere plaatsen gevonden. In Florida kan de hagedis zich handhaven door het warme en niet al te droge klimaat, de tokeh komt hier echter in heel andere streken voor dan in het tropische natuurlijke gebied. De tokeh wordt in Florida gevonden in dun bevolkte gebieden zoals rond kleine dorpen.
De habitat bestaat uit vochtige tropische en subtropische bossen, zowel in laaglanden als in bergstreken. Ook in door de mens aangepaste streken zoals plantages, landelijke tuinen, stedelijke gebieden en aangetaste bossen kan de hagedis worden gevonden. De soort is aangetroffen van zeeniveau tot op een hoogte van ongeveer 1100 meter boven zeeniveau.
De tokeh is oorspronkelijk een bewoner van bomen in bossen en bosranden op enige hoogte, maar ook lagere delen zijn geschikt. De soort wordt ook vaak aangetroffen op kliffen en rotsen. De tokeh leeft in warme tropische regenwouden. Ook muren en planten en tuinen zijn een geschikte habitat gebleken en de hagedis schuwt de mens bepaald niet. De tokeh wordt zelfs aangetroffen in huizen. Van alle hagedissen is de tokeh een van meest op huizen aangepaste soorten. In Azië is het zelfs de vaakst in huizen aangetroffen soort. De tokeh maakt dankbaar gebruik van de lichtbronnen van de mens, die insecten aantrekken. Daarnaast worden ook wel kleinere gekko's gegeten die zich onverwachts aandoen. Zeer geschikt zijn ook plantages van uiteenlopende planten zoals bananenplantages. De dieren worden hier gewaardeerd omdat ze vele insecten opruimen die de planten aanvreten.